# Георгий (Дашков)
Архиепископ Георгий (в миру — Дашков, в схиме Гедеон; ум. 17 (28) апреля 1739) — выдающийся церковный деятель начала XVIII века; архиепископ Ростовский и Ярославский (1718—1731), вице-президент Святейшего Синода (1726—1731).

## Биография
Из дворянского рода Дашковых.
Во время Астраханского бунта в 1706 году был настоятелем в астраханском Троицком монастыре. Вместе с астраханским архиереем Сампсонием, принимал деятельное участие в деле увещевания возмутившихся астраханцев и, как представитель от духовенства, участвовал в депутации усмирённых астраханцев, встретившей фельдмаршала Шереметева под Астраханью. Заслуги в деле прекращения астраханского бунта, выдающийся ум и энергия настоятеля Троицкого монастыря обратили внимание фельдмаршала, который и рекомендовал Дашкова царю Петру, как человека с выдающимися административными способностями. Пётр велел Апраксину немедленно привезти из Астрахани энергичного настоятеля.
По приказу Государя Дашков определен был сначала келарем Троице-Сергиевой лавры, 15 апреля 1711 года назначен в ней архимандритом. 13 июля 1718 года на острове Котлин был посвящён в сан епископа и получил в управление Ростовскую и Ярославскую епархию. По смерти Стефана Яворского Дашков, уже тогда сильный своими связями, пытался получить звание синодального вице-президента или перевода в Крутицу, о чём неоднократно просил ходатайства влиятельного камер-юнкера Вильяма Монса.
Хлопоты Дашкова об этом, однако, не увенчались успехом, но, по смерти Петра, 1 июля 1725 года именным указом Екатерины он был назначен в Синод третьим архиереем к Феофану Прокоповичу и Феофилакту Лопатинскому на место синодального советника калязинского архимандрита Рафаила, переведённого архиереем во Псков. Бывший калязинский архимандрит, получив назначение во Псков, в Синоде был оставлен по-прежнему, вероятно, благодаря проискам Феофана Прокоповича, видевшего в Дашкове опасного соперника. Синод, по настоянию Прокоповича, вошёл даже с представлением к Государыне о том, как быть с Георгием Дашковым ввиду того, что в Синоде и без него уже присутствуют три архиерея. Государыня, однако, подтвердила свой прежний приказ и повелела Георгию Дашкову быть в Синоде советником так же, как и Рафаилу. Энергичный Дашков не хотел быть советником, то есть стоять по рангу ниже Феофана и Феофилакта, и добился того, что светские титулы синодальных членов были упразднены, а все духовные особы, присутствующие в Синоде, были уравнены в правах и начали именоваться просто членами Синода. 15 июля 1726 года Дашков возведён в сан архиепископа и назначен вице-президентом Святейшего Синода.
Как член Синода, Дашков не отличался особой учёностью и глубиной богословских познаний, но был человеком светлого природного ума, сильной воли, неутомимой энергии и решительного характера: в первое же время своего присутствования в Синоде он лично подал Государыне энергичный протест против отобрания у монастырей имуществ и отдачи их служилым людям. Феофан Прокопович в то время вершил церковные дела в Синоде почти единолично и, конечно, энергичный Дашков не мог не столкнуться с ним уже в самом начале своей синодальной деятельности. Началась борьба из-за влияния и в Синоде образовалось две партии, причём Дашков стал во главе сильной партии лиц, недовольных Прокоповичем, состоявшей преимущественно из опальных дворян прошлого царствования, а душою этой партии был коломенский митрополит Игнатий Смола, приверженец царицы Евдокии Лопухиной и царевича Алексея Петровича.
После смерти Екатерины Прокопович потерял прежнее значение, и Дашков, имея опору в членах Верховного тайного совета, особенно в Долгоруких, сосредоточил в своих руках всю полноту власти церковного управления, правил почти единолично и в самом Синоде, а затем поднял вопрос о восстановлении патриаршества, мечтая, при помощи своих связей, достигнуть сана патриарха. Верховный тайный совет, по-видимому, поддерживал Дашкова и уже послал в Синод официальный запрос: «можно ли в нынешнее время — быть в Российской церкви патриарху?». Феофан Прокопович, однако, ответил на него решительным отказом, чем ещё больше восстановил против себя Георгия Дашкова.
Насколько был силён в это время Георгий Дашков видно, между прочим, из того, что все бумаги, направлявшиеся в Синод, Меншиков посылал для предварительного просмотра Дашкову. Постановления Петровского царствования по церковным делам одно за другим отменялись указами Верховного тайного совета, в составлении которых деятельное участие принимал и сам Дашков; в марте 1727 года, указом Верховного тайного совета, повелено маловотчинным и безвотчинным монастырям быть на прежнем основании; в июле — бывшим синодальным членам повелено возвратить в Верховный тайный совет панагии и другие вещи, оставшиеся после патриархов; в октябре того же года закрыта Невская типография, в которой были напечатаны почти все сочинения Феофана Прокоповича, подавшие повод к разного рода толкам о введении в России лютеранства и пр.; в ноябре — разрешено печатание «Камня Веры» и т. д. Феофан Прокопович только номинально оставался первенствующим членом Синода, но фактически не пользовался никакою властью и покорно подписывал всё, что исходило от Дашкова.
С восшествием на престол императрицы Анны произошла смена придворных влияний, Долгорукие пали, а Прокопович вошёл в прежнюю силу и, конечно, прежде всего начал сводить счёты с Дашковым. Прокоповичу не стоило большого труда внушить Государыне мысль, что Дашков принадлежит к враждебной для неё партии и является небезопасным для неё человеком. Кроме того, он сумел выставить Дашкова, в глазах Императрицы взяточником, который своими незаконными поборами будто бы разорил епархии. Высочайшим указом Синоду велено было произвести следствие по делу о незаконных поборах Георгия Дашкова. По проискам Прокоповича и секретаря Синода Дудина следствие было поручено Павлу Протопопову, ставленнику Феофана. Между тем, Георгий Дашков ещё до окончания следствия был сначала 21 июля 1730 года уволен из Синода, а 28 декабря лишён епископского сана и заключён в Харьковский монастырь. Следствие делало своё дело, и обычные в то время подарки от монастырей заведовавшим ими владыкам, в процессе Георгия Дашкова фигурировали как незаконные поборы и взятки, разорившие епархии.
Прокопович воспользовался случаем, чтобы ещё дальше упрятать Дашкова, откуда бы тот уже не мог быть для него опасным: 28 декабря 1730 года, по высочайшему повелению, Дашков был сослан на остров Кубенского озера в Спасо-Каменный монастырь под усиленный надзор. 4 марта 1731 года Дашков принял здесь схиму и получил имя Гедеона. Хотя в Спасо-Каменном монастыре Гедеон и содержался, как государственный преступник, однако, как бывший архиерей, он пользовался особым почётом и со стороны братии и со стороны богомольцев, из отдаленных мест стекавшихся в монастырь, чтобы получить благословение благочестивого старца Гедеона, в глазах народа бывшего мучеником за правду и не простым монахом, а архиереем в схиме. Знаки внимания и выражения дружбы со стороны митрополита Игнатия Смолы, Сильвестра и Долгоруких окружали старца Гедеона в глазах народа ореолом мученичества и начинали тревожить Прокоповича.
По проискам Феофана, для усиления надзора за Дашковым в Спасо-Каменный монастырь был послан сержант гвардии с тремя солдатами и над Гедеоном началось новое следствие, которое должно было раскрыть и те преступления, в которых предполагалось обвинить схимника. Были пущены в ход все средства того времени: был поднят вопрос о правильности пострижения Гедеона в схиму, обвиняли Гедеона в том, что он по архиерейски благословляет народ, что он вёл обширную переписку с друзьями и тем поддерживал с ними связи и т. д. К следствию был привлечён и вологодский епископ Афанасий. Множество лиц было вызвано в Петербург для допроса по делу Гедеона. Обыск в келии схимника не дал никаких результатов, и в Синоде, в качестве вещественного доказательства злых козней Гедеона, фигурировала одна только чернильница, найденная под полом кельи Гедеона. Результатом этого нового следствия, однако, было то, что 20 марта 1733 года из Тайной канцелярии последовал приказ усилить караул над Гедеоном.
В 1734 году измученный суровым заключением и всевозможными лишениями, Гедеон пытался добиться личного свидания с Государыней, чтобы избавиться от незаслуженных гонений хоть на старость лет и объявил «Слово и дело», но Синод предупредил желание старца: он вошёл к Государыне с предложением услать схимника Гедеона, как человека опасного для государственного спокойствия, и содержать его как колодника. В мае 1734 года Гедеон перемещён в Селенгинский Троицкий монастырь, а 2 декабря 1735 года в Успенский Нерчинский монастырь. Государыня утвердила предложение Синода и в начале 1736 года повелела «держать Гедеона в Успенском монастыре даже до смерти неисходно и не слушая никаких объявлений его хотя бы о государевом слове и деле». Высочайший указ 23 октября 1740 года о помиловании невиннососланных в предшествовавшее царствование не застал уже схимонаха Гедеона в живых: бывший Ростовский архиерей, член Синода, Дашков умер 17 апреля 1739 года в нищете, колодником, а оставшееся после него имущество — «скарб», по решению конторы тайных розыскных дел, было разделено между братиею монастыря.